# Unione Sportiva Lucchese Libertas 1931-1932
Questa pagina raccoglie i dati riguardanti l'Unione Sportiva Lucchese Libertas nelle competizioni ufficiali della stagione 1931-1932.

## Rosa
| N. |                   | Ruolo | Calciatore          |
| -- | ----------------- | ----- | ------------------- |
|    | Italia (bandiera) | C     | Giuseppe Belli      |
|    | Italia (bandiera) | P     | Angelo Belluomini   |
|    | Italia (bandiera) | C     | Pietro Bertini      |
|    | Italia (bandiera) | C     | Luigi Canali        |
|    | Italia (bandiera) | A     | Mario Del Cittadino |
|    | Italia (bandiera) | A     | Bruno Fazzi         |
|    | Italia (bandiera) | A     | Alfio Giorgetti     |
|    | Italia (bandiera) | D     | Lorenzo Lazzeroni   |

| N. |                   | Ruolo | Calciatore         |
| -- | ----------------- | ----- | ------------------ |
|    | Italia (bandiera) | A     | Marino Moretti     |
|    | Italia (bandiera) | D     | Raimondo Nutini    |
|    | Italia (bandiera) | C     | Francesco Palandri |
|    | Italia (bandiera) | A     | Mario Palandri     |
|    | Italia (bandiera) | P     | Dante Pepi         |
|    | Italia (bandiera) | C     | Mario Petri        |
|    | Italia (bandiera) | D     | Cesare Simonini    |